# Бахтияри, Фархад Фаритович
Фархад Бахтияри (тат. Фәрһад Фәрит улы Бәхтияри, рус. Фархад Фаритович Бахтияри (род. 15 октября 1997 года в Казани, Татарстан) — композитор, музыковед, преподаватель, пианист, певец, член Союза композиторов России (2023), журналист, стипендиат Союза композиторов РФ (2022).
Фархад Бахтияри родился в 1997 году в Казани в татарской семье. С детства слушает татарскую музыку. Одно из его первых произведений — песня «Болында» (2006), написанная на стихи Рины Зариповой. Окончил Казанское музыкальное училище по классам фортепиано и хора.
В 2013 году поступил в Казанское музыкальное училище имени И. В. Аухадеева на отделение «Теория музыки». Композицией занимался в классе Эльмира Низамова и Светланы Зорюковой.
В 2016 году с отличием окончил Казанское музыкальное училище и поступил в Московскую консерваторию. В разные годы обучался композиции у С. В. Голубкова, В. Г. Тарнопольского, Ю. С. Каспарова и О. Е. Бочихиной. В 2022 году окончил консерваторию с отличием.
В 2017—2018 годах служил в Военном хоре Инженерных войск России, где исполнял не только военно-патриотические композиции, но и духовные музыкальные произведения П. Г. Чеснокова, С. В. Рахманинова, А. Д. Кастальского, Д. С. Бортнянского, А. И. Киселева, Ф. Листа и других. После окончания военной службы увлекся мировой музыкальной культурой. Так появились произведения, написанные под влиянием персидских и монгольских музыкальных традиций, например, «Ğibadätxanädä», «Ozın» и др.
В 2022 году поступил в аспирантуру Московской консерватории в классы М. И. Каратыгиной и Ю. С. Каспарова. Сфера творческих и научных интересов — вокальные и вокально-инструментальные традиции татар и башкир и их воплощение в условиях современной музыки.
С 2023 года преподаёт композицию и инструментовку в Центральной музыкальной школе — Академии исполнительского искусства. В 2025 году в одной из смен вёл класс композиции в образовательном центре Сириус.
Перу композитора принадлежат сочинения для традиционных инструментов тюркоязычных народов, а также для академических составов. Большинство сочинения имеют татарские, алтайские и другие тюркоязычные названия. Нередко среди используемых автором инструментов встречаются думбыра, хомус, курай, кыл-кубыз, а также задействуется горловое пение. Ряд композиций автора созданы с использованием современных техник для русского народного ансамбля «Россия», оркестра театра им. К. Тинчурина, Московского ансамбля современной музыки, ансамбля Центра электроакустической музыки, а другие — в традиционной манере для Вокального ансамбля «Дуслык», «Пэсерэй», «Кадим Альмет» и др.

Музыка Фархада Бахтияри неоднократно исполнялась в Московской филармонии, в залах Московской консерватории, в Санкт-Петербургской капелле, на сцене Национального театра Республики Алтай, Московского музея космонавтики, Концертного и Камерного залов Казанского музыкального училища и других залах Москвы, Казани, Перми, Екатеринбурга, Горно-Алтайска, Архыза, Черкесска, Судака и других городов.
В 2023 году состоялась премьера спектакля «Идегей» в Татарском театре драмы и комедии имени Карима Тинчурина на музыку Фархада Бахтияри, в 2025 году — премьера спектакля «Каф» в Альметьевске.
Музыка Фархада Бахтияри неоднократно звучала в эфире радио Орфей и радио Татарстана.
Исполняется на фестивалях «Пять вечеров», «Искусство XXI» (Москва), «Караш» (Альметьевск), «Выше звука» (Черкесск), «Звучащий дом Софии» (Казань) и других.
Бабушка, Рина Зарипова — журналист, педагог, переводчик, заведующая отделом писем газеты «Татарстан яшьләре» (1973—2002), заслуженный работник культуры Республики Татарстан (1995), лауреат конкурса журналистов «Хрустальное перо» (2001).
1. ↑  Фархад Бахтияри. Критико-публицистический журнал «Музыкальная жизнь». Дата обращения: 20 августа 2025.
2. ↑  Композиторские читки в Санкт-Петербурге: результаты. www.unioncomposers.ru. Дата обращения: 20 августа 2025.
3. 1 2 3 4  Бахтияри Фархад Фаритович. www.unioncomposers.ru. Дата обращения: 20 августа 2025.
4. ↑  Анастасия Попова. «Без баяна и простейшей пентатоники»: сложно ли татарскому композитору в Москве? m.business-gazeta.ru. Дата обращения: 20 августа 2025.
5. 1 2  Бахтияри Фархад Фаритович педагоги - Центральная музыкальная школа. cmsmoscow.ru. Дата обращения: 20 августа 2025.
6. ↑  Бахтияри Фархад Фаритович | Авторы | Искусство музыки: теория и история. imti.sias.ru. Дата обращения: 20 августа 2025.
7. 1 2  Фархад Бахтияри. orpheusradio.ru. Дата обращения: 20 августа 2025.
8. ↑  Сириус проведет трансляцию концерта сочинений, написанных молодыми музыкантами в Образовательном центре. sochisirius.ru. Дата обращения: 20 августа 2025.
9. ↑  Результаты второго сезона Творческой резиденции «Живая традиция». Выше звука фестиваль (21 октября 2024).
10. 1 2 3  В Альметьевске прошел театральный фестиваль «Караш». Реальное время. Архивировано 31 мая 2025. Дата обращения: 20 августа 2025.
11. ↑  Музыка профессоров и студентов XIV Международной академии молодых композиторов в Чайковском — М А С М. Дата обращения: 20 августа 2025.
12. 1 2  студенты академии — М А С М. Дата обращения: 20 августа 2025.
13. ↑  КОМПОЗИТОРСКИЕ ЧИТКИ. Сессия-2 — М А С М. Дата обращения: 20 августа 2025.
14. ↑  Идегәй – Кәрим Тинчурин исемендәге Татар дәүләт драма һәм комедия театры. Дата обращения: 20 августа 2025.
15. ↑  Юлдуз. Яшьлек аланы (30.07.25). Вести Татарстан (30 июля 2025). Дата обращения: 20 августа 2025.
16. ↑  Юлдуз. Яшьлек аланы (23.07.25). Вести Татарстан (23 июля 2025). Дата обращения: 20 августа 2025.
17. ↑  Посвящается Софии Губайдулиной… (о XIV Международном фестивале «Звучащий дом Софии») (рус.). Казанские истории. Дата обращения: 20 августа 2025.
18. ↑  Татарстан Яшьләре. www.tatyash.ru. Дата обращения: 20 августа 2025. Архивировано 22 августа 2021 года.
19. ↑  Меңнәрнең сердәше һәм әңгәмәдәше.pdf (англ.). vk.com. Дата обращения: 20 августа 2025. Архивировано 9 декабря 2024 года.